# Marktstraße 9 (Quedlinburg)

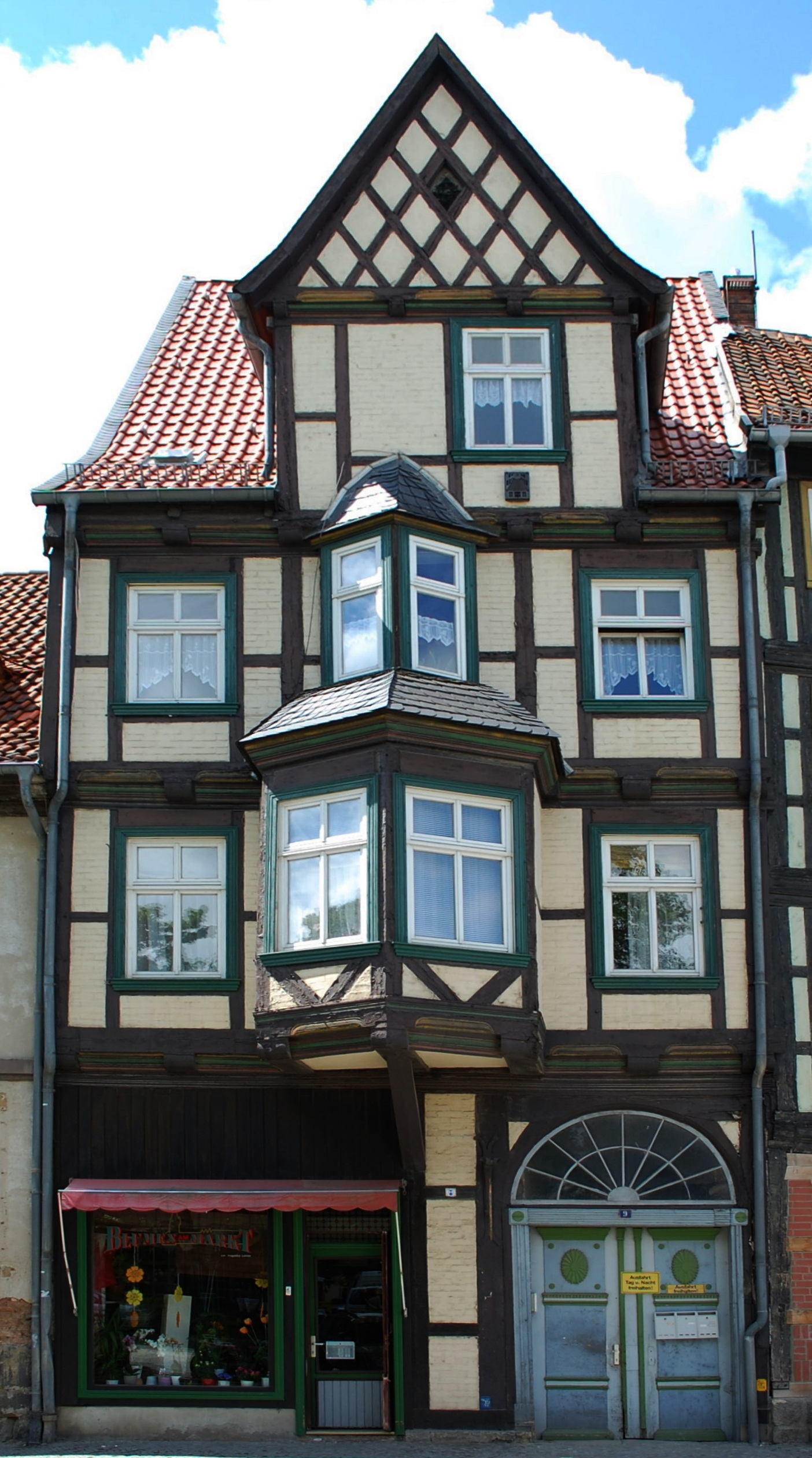
Marktstraße 9

Das Haus Marktstraße 9 ist ein denkmalgeschütztes Gebäude in der Stadt Quedlinburg in Sachsen-Anhalt. 

## Lage
Es befindet sich in der historischen Quedlinburger Altstadt nördlich des Marktplatzes der Stadt und gehört zum UNESCO-Weltkulturerbe. Es ist im Quedlinburger Denkmalverzeichnis als Bürgerhof eingetragen.

## Architektur und Geschichte
Das Fachwerkhaus entstand in der Zeit des Frühbarock im Jahr 1665. Der Bau wird dem Quedlinburger Zimmermeister Andreas Bock zugeschrieben. Eine heute nicht mehr erhaltene Inschrift am Gebäude lautete nach einer Mitteilung des Heimatforschers Adolf Brinkmann vom Anfang des 20. Jahrhunderts M. ANDREAS STOCK ZIMMERMAN. Man geht davon aus, dass es sich bei dem Namen Stock um einen Übertragungsfehler handelt und die Inschrift wohl Bock lautete. Die Stockschwelle ist mit Schiffskehlen verziert, die Balkenköpfe sind abgefast. Das Gebäude verfügt über ein Zwerchhaus an dessen Giebel sich ein Rautenmuster befindet. Darüber hinaus besteht ein polygonaler, zweigeschossiger Erker.
Bemerkenswert ist eine um 1820 entstandene Tür im Stil des Klassizismus.
Hofseitig befinden sich zwei gleichfalls in Fachwerkbauweise errichtete Gebäudeflügel aus dem 18. Jahrhundert.